# Maniola
Maniola là một chi bướm ngày trong họ Bướm giáp.

## Các loài
Chi này có các loài sau:
- Maniola telmessia (Zeller, 1847)
- Maniola halicarnassus Thomson, 1990
- Maniola nurag Ghiliani, 1852
- Maniola cypricola (Graves, 1928)
- Maniola chia Thomson, 1987
- Maniola jurtina (Linnaeus, 1758)
- Maniola megala (Oberthür, 1909)